# Simojovelhyus pocitosense
Simojovelhyus pocitosense és una espècie d'artiodàctil extint de la família dels pècaris (Tayassuidae) que visqué durant l'Oligocè. Se n'han trobat restes fòssils a Mèxic.